# 老撾國家大學
寮國國立大學是位於寮國首都永珍的一所国立高等院校，成立於1995年，也是該國最主要的國家大學:254。

## 校史沿革
1995年6月，寮國政府将位于万象的9所高等院校及一个农业中心合并为寮國国立大学，成为该国第一所综合大学。

## 學科系所
- 建築學系
- 經濟及商業管理學系
- 社會科學系
- 環境科學系
- 自然科學系
- 森林學系
- 語言教育學系
- 運動科學系
- 工程學系
- 水資源學系
- 法律和政治學系
- 農業學系
- 教育學系